# Procarididae
Procarididae är en familj av kräftdjur. Procarididae ingår i överfamiljen Procaridoidea, ordningen tiofotade kräftdjur, klassen storkräftor, fylumet leddjur och riket djur. Enligt Catalogue of Life omfattar familjen Procarididae 2 arter. 
Procarididae är enda familjen i överfamiljen Procaridoidea.
Kladogram enligt Catalogue of Life:
| Procarididae | \| \| Procaris \| \| \| \| \| \| Vetericaris \| \| \| \| |
|              | \| \| Procaris \| \| \| \| \| \| Vetericaris \| \| \| \| |
|              | Procaris                                                 |
|              |                                                          |
|              | Vetericaris                                              |
|              |                                                          |